# Shabestar
Shabestar (farsi شبستر) è il capoluogo dello shahrestān di Shabestar nell'Azarbaijan orientale. Si trova sulla linea ferroviaria internazionale che collega Teheran con Istanbul.
Shabestar ha dato i natali al poeta sufi Mahmud Shabistari (1280-1340).